# تریبون عوام

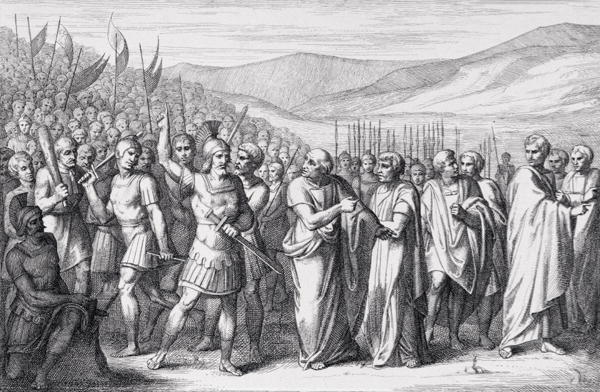
بست‌نشینی توده‌ها در کوه مقدس؛ اثر بارلوچینی، ۱۸۴۹

تریبون عوام (به لاتین: Tribunus Plebis) (به انگلیسی: tribune of the plebs) اولین منصب کلانتری در جمهوری روم بود که به روی عوام (پلبی‌ها) باز بود، و در سرتاسر تاریخ جمهوری مهم‌ترین مانع در برابر قدرت سنای روم و دیگر کلانترها (خاصه کنسولان) بود. این تریبون‌ها اختیار سازماندهی و ریاست بر نشست عوام (به لاتین: Concilium Plebis)، فراخواندن سنا، پیشنهاد لایحه، و مداخله در امور قانونگذاری به نمایندگی از عوام و، مهم‌تر از همه، وتوی اقدامات کنسولان و دیگر کلانترها را داشتند، و اینچنین از منافع عوام به عنوان یک طبقه دفاع می‌کردند. تریبون‌های عوام دارای حرمت (sacrosanct) بودند، بدین معنا که هرگونه هتک حرمت به شخص آنان مجازات مرگ را در پی داشت. در دوران امپراتوری این منصب به امپراتور واگذار شد و بسیاری از کارکردها و استقلال خود را از دست داد.

## تأسیس منصب
برطبق نوشته‌های تیتوس لیویوس در کتاب از پیدایش روم، ۱۵ سال پس از خلع رژیم پادشاهی و پیدایش جمهوری در ۵۰۹ ق. م، توده‌های روم کمرشان از بار سنگین بدهی‌ها خم شده بود و آنان اشراف و ثروتمندان را باعث و بانی بی‌پولی خود می‌دانستند. نزاع‌هایی نیز بین توده‌ها و اشراف در ۴۹۵ و ۴۹۴ ق.م. روی داد که منجر به شوریدن عوام شد و حتی گفته می‌شد که توده‌ها برآنند دو کنسول را ترور کنند. آنان به پیشنهاد لوکیوس سیکینیوس در اعتراض به ظلم و زورگویی اشراف شهر و بی‌توجهی دولت به مشکلاتشان دست به اعتصاب زدند و در مقیاسی عظیم روم را ترک کردند و در کوه مقدس، تپه‌ای واقع در خارج روم، بست نشستند. پس از این بست‌نشینی و ترک شهر از سوی اکثریت توده‌ها، سنای روم (نمایندهٔ اشراف) ترسید که حالا که اوضاع شهر به حالت تعلیق درآمده است، مبادا نیرویی خارجی از این وضعیت سوءاستفاده کند و بر شهر حمله کند. ایشان صلاح را در آن دیدند که به‌هر قیمت توده‌ها را با خود و با اشراف آشتی دهند و دولت‌شهر را از این تعطیلی درآورند. پس مننیوس آگریپا را، که سخنوری قابل و مورد اقبال توده‌ها بود، به کوه مقدس فرستادند. مننیوس برای توده‌ها مَثَل زیر را تعریف کرد:
«تصور کنید که تمامی اعضای بدن با همدیگر ناسازگار شوند و هر عضوی برای خودش کار کند و حرف خودش را بزند. آنگاه، دیگر اعضا عصبانی می‌شوند که چرا هر مادهٔ غذایی باید فقط و فقظ نصیب معده‌ای شود که در این میان بی‌کار است و کاری جز مفت‌خوری از دسترنج بقیهٔ اعضا ندارد. پس اعضای بدن با هم توطئه‌ای می‌چینند: دستان غذایی وارد دهان نمی‌کنند، دهان چیزی را داخل خود نمی‌پذیرد، دندان‌ها نیز غذای دریافتی را نمی‌جَوَند. با این توطئه، معده را با تحمیل گرسنگی منقاد خویش می‌سازند، لیکن براثر این گرسنگی خود اعضا آسیب می‌بینند و کل بدن از کار می‌افتد. آنوقت معلوم می‌شود که مسئولیت معده چندان هم تنبلانه نیست، و این عضو همانقدر که غذا دریافت می‌کند، به دیگر اعضا نیز غذایی می‌رساند که برای زنده و قوی ماندمان ضروریست و آن غذا خون است.»— تیتوس لیویوس، از پیدایش روم، جلد دوم، گفتار ۳۲
پس او با این مَثَل نشان داد که این نارضایتی توده‌ها از سنا و اشراف چقدر شبیه به نارضایتی اعضای بدن از معده است، و بدین‌سان توده‌ها را آرام کرد.
پس از این میانجی‌گری، توده‌ها بدین شرط راضی به بازگشت به روم و آشتی با سنا و اشراف شدند که «کلانترهایی مخصوص به خودشان داشته باشند که در موقع اجحاف و زورگویی کنسولان از منافعشان دفاع کنند، و هیچ‌یک از سناتورها مجاز به تصدی این منصب نباشد، و این کلانترها باید مصونیت داشته باشند و هرکس که به آنان آسیبی بزند مجرم است و تمامی توده‌ها، بدون خوف از مجازات مرگ، قادر به کشتن چنین مجرمی خواهند بود.» با پذیرش این شروط از سوی سنا و اشراف، دو تن به‌عنوان تریبون عوام برگزیده شدند و توده‌ها به شهر بازگشتند. اولین تریبون‌ها در سال ۴۹۳ ق. م، لوکیوس آلبینیوس و گایوس لیکینیوس بودند. تریبون‌های عوام از زمان تأسیس این منصب تا پایان جمهوری روم در ۲۷ ق.م. همواره حامی منافع توده‌ها بودند. از سال ۴۵۷ ق. م، در دوران کنسولی گایوس هوراتیوس پولویلوس و کوئینتوس ازکوئیلینوس شمار تریبون‌ها به ده افزایش یافت، دو تریبون برای هر طبقه؛ و در سرتاسر تاریخ روم همین تعداد باقی ماند. آنان توسط دو اِدیل پلبی (aediles plebis) یاری می‌شدند. تنها توده‌ها واجد صلاحیت این مناصب بودند، هر چند که در عمل حداقل دو استثناء به چشم خورد.
تریبون‌های عوام در مجمع قومی انتخاب می‌شدند.

## قدرت تریبون‌ها
آنان نشست عوام را تشکیل می‌دادند، مجمعی که مجاز به تصویب قوانینی بود که تنها به عوام مربوط می‌شد ــ و تریبون‌های عوام و ادیل پلبی‌ها را انتخاب می‌کرد، و یکی از تریبون‌های عوام ریاست مجمع را برعهده می‌گرفت. تریبون‌ها مجاز بودند لایحه ای را تقدیم مجمع مزبور کنند. در سدهٔ سوم قبل از میلاد، تریبون‌ها همچنین حق آنرا داشتند که تشکیل جلسهٔ سنا را خواستار شوند، و لوایحی را به آن ارائه دهند.
Ius intercessionis (که از آن با عنوان intercessio نیز یاد می‌شود) قدرت تریبون‌ها برای مداخله به سود عوام و وتوی اقدامات کلانترها بود که در تاریخ روم بی‌سابقه بود. از آنجایی که تریبون‌های عوام به لحاظ تکنیکی کلانتر محسوب نمی‌شدند و برای همین از اقتدار عالیه (maior potestas) بی بهره بودند، ناچار به حرمت خود تکیه می‌کردند تا جلوی آن اقدامات کلانترها، که برای توده‌ها ناخوشایند بود، را بگیرند. همین حرمت داشتن (being sacrosanct) سبب می‌شد کسی نتواند به تریبون‌ها آسیبی وارد کند یا در کارشان مداخله کند یا وتوی‌شان نادیده بگیرد، چه این کارها مجازات مرگ را برای فرد خاطی به دنبال داشت. این حرمت همچنین تریبون‌ها را از تمامی کلانترهای دیگر مستقل می‌ساخت، هیچ کلانتری نمی‌توانست اقدام یک تریبون عوام را وتو کند. اگر یک کلانتر، سنا، یا هر یک از مجامع دیگر فرامین یک تریبون را نادیده می‌گرفتند، او هم می‌توانست «حرمت» خود را به میدان بیاورد تا به آنان پاسخ بدهد. تنها یک دیکتاتور از این وتوی تریبون‌ها استثناء بود.
تریبون‌ها می‌توانستند اقدامات سنا را وتو کنند. تریبون تیبریوس سمپرونیوس گراکوس از وتوی خود علیه تمامی اقدامات حکومت در ۱۳۳ق. م استفاده کرد، زمانی که سنا کوشید با به میان آوردن وتوی یک تریبون دیگر، اصلاحات ارضی وی را متوقف کند.
تریبون‌ها همچنین قدرت اِعمال حقِ تظلم کردن از مردم ــ که پیش‌درآمدی بر حق امروزی قرار احضار زندانی است ــ را داشتند. حق مزبور، یک شهروند را مجاز می‌کرد که در برابر اقدامات خودسرانه یک کلانتر با فریاد زدنِ !appello tribunos («تریبون‌ها را فرامیخوانم») یا !provoco ad populum («من از مردم تظلم می‌کنم») دادخواهی کند. وقتی که از این حق استفاده شد، یکی از تریبون‌ها باید برای حسابرسی حاضر می‌شد و فقدان رویه قانونی اقدام کلانترها را می‌سنجید.

## محدودیت‌ها
تریبون‌ها هیچگونه اقتداری در خارج از دیوارهای شهر روم را نداشتند، مگر زمانی که، همراه با دیگر کلانترها، در کوه آلبانو برای دادن قربانی به درگاه ژوپیتر - عادت لاتین ها- مجتمع می‌شدند. همین محدودیت مورد استفاده کنسول‌های سال ۴۸۳ق. م یعنی مارکوس فابیوس ویبولانوس و لوکیوس والریوس پوتیتوس برای مقابله با مخالفت یک تریبون عوام در مسئله سربازگیری آن سال واقع شد. این دو کنسول در واقع با سودجستن از این محدودیتی که بر قدرت تریبون‌ها اعمال شده بود کار سربازگیری را در بیرون دیوارهای شهر روم انجام دادند. به نقل از دیونوسیوس هالیکارناسی(اینجا):
دو کنسول (مارکوس فابیوس و لوسیوس والریوس) قصد کردند نیروهای جدیدی به خدمت بگیرند تا جای آنانی که در طول جنگ مقابل آنتیات ها∗ کشته شدند را پُر کنند… آنان با گرفتن مجوز از سوی سنا روز مشخصی را تعیین کردند که در آن تمامی کسانی که در سن نظامی بودند باید حاضر می‌شدند. بلافاصله اغتشاش بزرگی در سرتاسر شهر برپا شد و سخنرانی‌های محرکی توسط فقیرترین شهروندان ایراد شدند، کسانی که هم از فرمان سنا سرپیچی کردند و هم از فرمان کنسول‌ها، زیرا که آنان وعدهٔ خود مبنی بر تخصیص زمین [به آن‌ها] را زیرپا گذاشته بودند. شمار زیادی از آنان (شهروندان فقیر) نزد تریبون‌ها رفتند، و آنان را متهم به خیانت کردند، و فریادزنان کمک آنان را خواستار شدند. بیشترِ تریبون‌ها لحظه را برای مشتعل کردن مجدد نفرت‌های داخلی مناسب ندیدند چراکه درگیر جنگی خارجی بودند؛ امّا یکی از آنان به نام گایوس ماینیوس∗ اعلام کرد که به پلبی‌ها خیانت نمی‌کند یا اجازه نمی‌دهد کنسول‌ها برای ارتش آنان را نام‌نویسی کنند مگر اینکه آنان (کنسول‌ها) کمیسرهایی برای تعیین مرزهای زمین‌های عمومی بگمارند، فرمان سنا برای تخصیص این زمین‌ها را کسب کنند، و آنرا در انظار عموم نشان دهند. امّا وقتی کنسول‌ها [با پیشنهاد وی] مخالفت کرده و جنگ را بهانه کردند وی در پاسخ گفت که با تمام توان خود برای جلوگیری از سربازگیری خواهد کوشید.
امّا وی نتوانست، زیراکه کنسول‌ها به خارج شهر رفتند… و نه تنها سربازگیری کردند، بلکه کسانی که از گردن نهادن به قانون تخطی کردند را نیز جریمه کردند.— دیونوسیوس هالیکارناسی، Roman Antiquities, Book VIII, 87

## دیدگاه ماکیاولی در مورد سودمندی‌های این منصب
نیکولو ماکیاولی، متفکر سیاسی دوران رنسانس، معتقد است که پدید آمدن تریبون‌های عوام در سال‌های ابتدایی جمهوری روم سبب مشارکت بیشتر توده‌ها در اداره‌ی دولت شد و، در حقیقت، تریبون‌های عوام پاسداران آزادی بودند. در دوران پادشاهی روم (۷۵۳ تا ۵۰۹ ق. م) تا هنگامی‌که لوکیوس تارکوئینیوس متکبر (آخرین شاه روم) بر سریر قدرت بود، اشراف و سنا به‌ظاهر گستاخی نمی‌کردند و با همه‌ی مردمان، حتی حقیرترینشان، به‌مهربانی رفتار می‌کردند. ولی علت این ظاهرسازی این بود که اشراف و سنا از شاه می‌ترسیدند و نگران بودند که اگر مردمان از ایشان بدرفتاری ببینند، با شاه همدست گردند. اما پس از خلع تارکوئینیان و برقراری جمهوری، اشراف دیگر ترسی از شاه مخلوع نداشتند و همه‌ی زهری را که تا آن زمان در سینه‌ی خویش انباشته بودند بر سر مردم خالی کردند و از هیچ‌گونه اهانت و تحقیر ایشان دریغ نورزیدند. پس از مرگ تارکوئینیوس متکبر در ۴۹۵ ق.م، دیگر بیم و نگرانی بر اشراف روم لگام نمی‌زد و، برای همین، توده‌های روم ناچار شدند نهادی نو پدید آورند تا همان اثری را ببخشد که قدرت شاهان می‌بخشید. چنین بود که پس از شورش‌های پیاپی و مبارزات خطرناک و تعدی‌ها و تجاوزاتی که چه از سوی اشراف و چه به‌دست توده‌ها به‌عمل آمد، سرانجام توده‌ها تریبون‌های عوام را انتخاب کردند تا از ظلم و تعدی اشراف بر خویش ممانعت کنند و سدی میان خودشان و طبقه‌ی اشراف باشند.